# Kathleen Baker
Pour les articles homonymes, voir Baker.
Kathleen Baker, née le 28 février 1997 à Winston-Salem, est une nageuse américaine.
Elle remporte la médaille d'argent du 100 m dos aux Jeux olympiques d'été de 2016 à Rio de Janeiro.
Elle porte le record du monde du 100 m dos, qui appartenait depuis 2017 à la Canadienne Kylie Masse, à 58 s 00 lors des championnats des États-Unis 2018 à Irvine.
Elle est atteinte de la maladie de Crohn.

## Palmarès

### Championnats du monde

#### Grand bassin
- Championnats du monde 2017 à Budapest :
  -  Médaille d'or du relais 4 × 100 m quatre nages
  -  Médaille d'argent du 100 m dos
  -  Médaille de bronze du 200 m dos